# Federalne Biuro Śledcze
Federalne Biuro Śledcze (ang. Federal Bureau of Investigation, FBI) – amerykańska agencja rządowa zajmująca się przestępstwami wykraczającymi poza granice danego stanu. Jest jedną ze służb specjalnych pilnujących bezpieczeństwa Stanów Zjednoczonych.
FBI działa wspólnie z U.S. Customs and Border Protection, U.S. Immigration and Customs Enforcement, U.S. Marshals Service, Bureau of Alcohol, Tobacco, Firearms and Explosives i innymi agencjami federalnymi zasadniczo skupionymi w czterech departamentach rządu Stanów Zjednoczonych: Departamencie Sprawiedliwości, Departamencie Skarbu, Departamencie Obrony i Departamencie Bezpieczeństwa Krajowego.
FBI pełni także funkcję głównej agencji kontrwywiadowczej, monitorując i udaremniając szkodliwą działalność służb wywiadowczych innych państw na terenie Stanów Zjednoczonych oraz przypadki potencjalnego lub rzeczywistego pogwałcenia amerykańskich praw regulujących działalność wywiadowczą przez agentów amerykańskich i obcych.
Jednym z podstawowych zadań FBI jest gromadzenie danych wywiadowczych, co FBI czyni nie tylko na terenie USA, współpracując w tym zagadnieniu z policjami i służbami wywiadowczymi oraz porządkowymi innych państw. W tym celu FBI prowadzi przechwytywanie i przesłuchania podejrzanych osób w innych krajach (ang. extraordinary renditions) kooperujących oficjalnie lub nieoficjalnie w tym zakresie ze Stanami Zjednoczonymi, np. w Etiopii.
Władze federalne traktują FBI jako najważniejszą instytucję zajmującą się wykrywaniem i likwidacją szpiegostwa (oficjalnie: tylko na terenie USA). FBI dysponuje rocznym budżetem w wysokości 8 miliardów dolarów (2010).

## Początki
W kwietniu 1908 roku, czyli w okresie prezydentury Theodora Roosevelta, ówczesny prokurator generalny Stanów Zjednoczonych, Charles Joseph Bonaparte, utworzył oddział agentów specjalnych przy Biurze Śledczym (ang. Bureau of Investigation). Następnie w 1933 nazwę tę zmieniono na US Bureau of Investigation (Biuro Śledcze Stanów Zjednoczonych), a potem na Wydział Śledczy.
W lipcu 1935 nazwę zmieniono na Federalne Biuro Śledcze (Federal Bureau of Investigation).
Nowa służba śledcza prowadziła dochodzenia w nielicznych jeszcze przestępstwach federalnych, popełnianych przez przedstawicieli biznesu i wyższej administracji, w rodzaju fałszywych banknotów czy pogwałcenia ustawy antytrustowej. Zadania związane z działalnością szpiegowską Biuro Śledcze przejęło podczas I wojny światowej, kiedy jego agenci zaczęli wspierać antyszpiegowskie operacje sił zbrojnych.

## Niemieckie działania sabotażowe w latach I wojny światowej
Niemieckie działania sabotażowe na terenie Stanów Zjednoczonych w czasie I wojny światowej okazały się bardzo skuteczne. Około 50 podejrzanych eksplozji zrównało z ziemią bądź poważnie uszkodziło wytwórnie amunicji i fabryki chemiczne. Najgłośniejszym przypadkiem był wybuch na Black Tom Island 30 lipca 1916. Eksplodowały wtedy setki ton amunicji, która dosłownie zasypała port nowojorski gradem odłamków. Biuro doszło do wniosku, że eksplozja miała charakter przypadkowy, jednak śledztwo przeprowadzone po wojnie ujawniło, że był to akt sabotażu.

## Prohibicja
W 1920, w chwili nastania prohibicji, produkcja i sprzedaż napojów alkoholowych (wyskokowych) stały się przestępstwem federalnym. Samo spożywanie zabronione jednak nie było. Wraz z prohibicją pojawili się gangsterzy, którzy porywali ludzi i okradali banki, po czym przekraczali granice stanowe, zyskując gwarancję bezkarności. W 1932 roku Kongres uznał porwanie (ang.: kidnapping) za przestępstwo federalne. Był to pierwszy z wielu aktów prawnych poważnie rozszerzających zakres kompetencji Biura Śledczego.

## Czerwone niebezpieczeństwo
Na początku lat 20. XX wieku zapanował powszechny strach przed „czerwonym niebezpieczeństwem”, reakcja na groźbę wybuchu światowej rewolucji komunistycznej jako konsekwencji wydarzeń w Rosji.

### J. Edgar Hoover

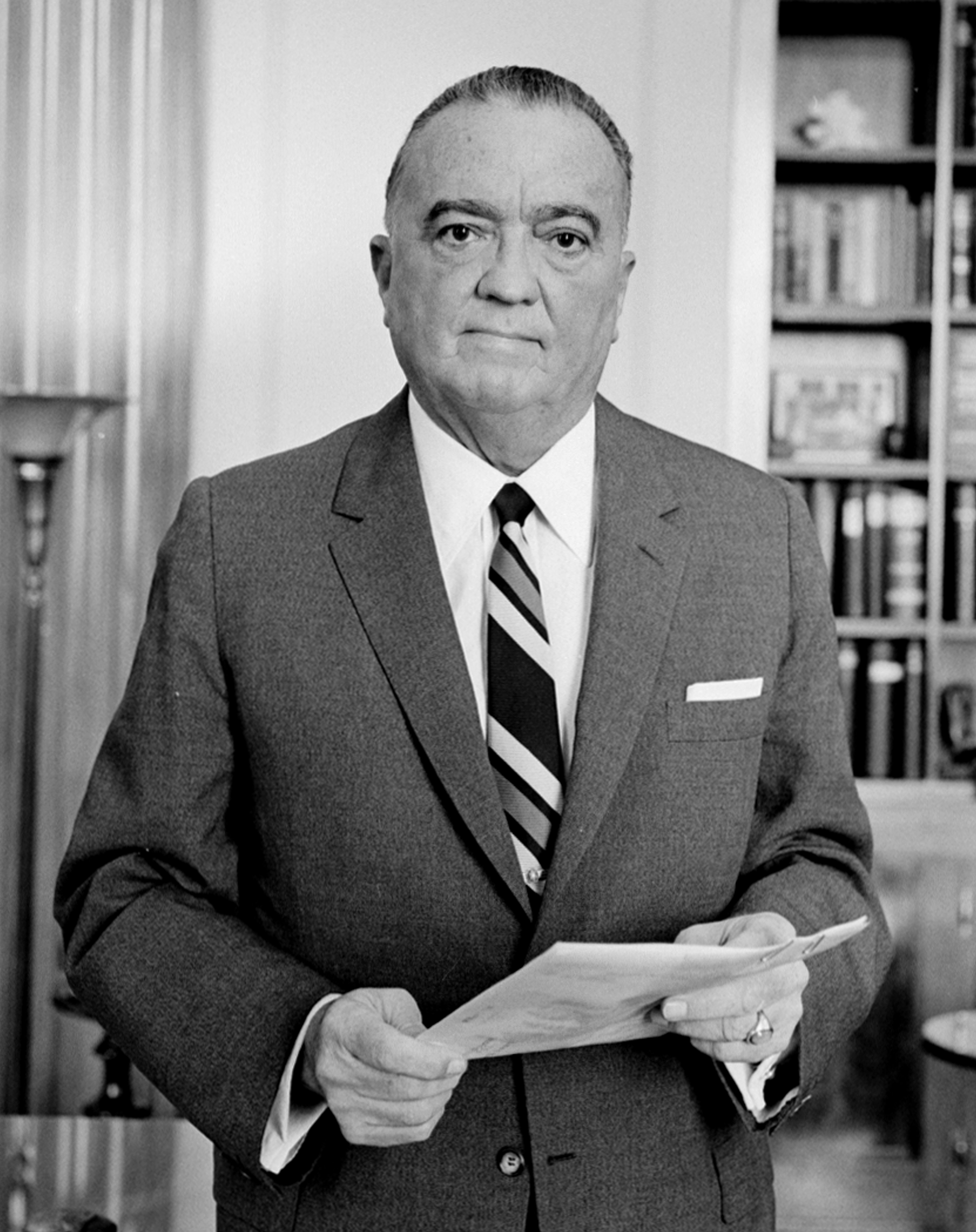
J. Edgar Hoover stał na czele BOI (od 1935 r. FBI) nieprzerwanie przez 48 lat

Na tej fali młody urzędnik Biura Śledczego, J. Edgar Hoover, zaczął zyskiwać reputację gorliwego przeciwnika i prześladowcy anarchistów, radykałów i „czerwonych”. 10 maja 1924 został dyrektorem BOI, a na zmianę nastrojów społeczeństwa, które przeniosło uwagę z wywrotowców na pospolitych zbrodniarzy, odpowiedział wzmożoną walką z bandytyzmem, zostawiając na razie w spokoju rewolucjonistów. Jego agentów nazywano „rządowymi facetami” (G-Men). J. Edgar Hoover stał na czele biura aż do swojej śmierci w 1972 roku. Jest do tej pory jedynym urzędnikiem państwowym, który dowodził jedną agencją przez tak długi czas (48 lat).

## Inwigilacja środowisk pronazistowskich w USA
W marcu 1933 ambasador Niemiec w Waszyngtonie zwrócił się z prośbą o przeprowadzenie śledztwa w sprawie Amerykanów, którzy wysłali do ambasady niemieckiej list z pogróżką zamordowania Adolfa Hitlera. Dało to Biuru Śledczemu pretekst do rozpoczęcia inwigilacji pronazistowskich środowisk i organizacji w USA.

## Swoboda działania
Za prezydentury Franklina Delano Roosevelta Biuro zostało podniesione do rangi Wydziału Śledczego. Prezydent Roosevelt udzielił poparcia zmianom legislacyjnym, zapewniającym Hooverowi większy margines swobody działania, co znalazło wyraz w utworzeniu w lipcu 1935 Federalnego Biura Śledczego. Mimo że uwagę opinii publicznej starano się skierować przede wszystkim na zwalczanie przez Biuro przestępczości zorganizowanej, Hoover nigdy nie zaprzestał krucjaty przeciwko elementom wywrotowym. Zyskał poparcie Roosevelta, który potajemnie zlecił mu zajęcie się wywiadem wewnętrznym, w tym gromadzeniem informacji o izolacjonistach. W czerwcu 1939, również w najgłębszej tajemnicy, prezydent polecił wszystkim amerykańskim agencjom rządowym przekazać FBI dane mogące mieć bezpośredni lub pośredni związek z działalnością szpiegowską, antyszpiegowską lub sabotażem.

## II wojna światowa
W okresie II wojny światowej Federalne Biuro Śledcze stało się najważniejszą agencją w USA, zajmującą się tropieniem szpiegostwa. W przeciwieństwie do lat I wojny światowej, tym razem FBI udało się przeprowadzić kilka efektownych operacji kontrwywiadowczych. W 1940 FBI liczyło 898 agentów, a w 1945 było ich już 4886. Błyskawiczny wzrost FBI zawdzięcza kilku czynnikom, m.in. ciągłemu rozszerzaniu zakresu kategorii wykroczeń traktowanych przez prawo amerykańskie jako przestępstwa federalne, fali szpiegostwa wojennego (zwłaszcza niemieckiego), oraz zakulisowym zabiegom Hoovera w Kongresie, które przyczyniły się zarówno do umocnienia jego autorytetu osobistego, jak i zaufania kongresmenów do Biura.
W wydanej w 1934 ustawie o łączności Kongres zabraniał stosowania podsłuchu telefonicznego, FBI uciekało się jednak często do takiej praktyki, i to za przyzwoleniem Departamentu Sprawiedliwości, pod który podlegało. Departament Sprawiedliwości orzekł, że ustawa zabrania nie tyle samego podsłuchu, co ujawniania uzyskanych dzięki niemu informacji. W maju 1940 prezydent Roosevelt wydał tajny okólnik zezwalający na podkładanie podsłuchu telefonicznego u osób podejrzanych o działalność wywrotową. Gdy 1 września 1939 w Europie wybuchła II wojna światowa, Hoover zalecił wszystkim biurom terenowym FBI sporządzenie raportów na temat obywateli o sympatiach proniemieckich, prowłoskich bądź prokomunistycznych. Ich nazwiska miały być wpisane na listę osób przeznaczonych do internowania, by można je było bez trudu odnaleźć, gdy Stany Zjednoczone przystąpią do wojny światowej. Hoover zezwalał również na przeprowadzanie włamań do mieszkań prywatnych i rewizji bez zezwolenia sądowego. W ramach przygotowania społeczeństwa amerykańskiego do udziału kraju w wojnie, prezydent Roosevelt nakazał lokalnym departamentom policji przekazywać FBI wszelkiego rodzaju informacje o szpiegostwie i działalności wywrotowej. Prezydent nakazał również FBI, aby działało jako instytucja koordynująca pracę wszystkich instytucji cywilnych, gromadzących informacje związane z ruchami wywrotowymi.

### Specjalna Służba Wywiadowcza (SIS)
W 1940 w ramach FBI powstała Specjalna Służba Wywiadowcza (ang.: Special Intelligence Service), przeznaczona do walki ze szpiegostwem i infiltracją nazistowską w Ameryce Łacińskiej. Była to pierwsza misja Federalnego Biura Śledczego poza terytorium Stanów Zjednoczonych.

### Internowania
Dla Federalnego Biura Śledczego prawdziwa praca związana z obroną kraju przed szpiegostwem rozpoczęła się 8 grudnia 1941, dzień po ataku japońskich samolotów na bazę Marynarki Wojennej w Pearl Harbor na Hawajach. Biuro rozpoczęło wyłapywanie obcokrajowców, m.in. Niemców, Japończyków i Włochów, których nazwiska zamieszczono na wcześniej przygotowanych na taką okazję listach. Już po dwóch dniach, czyli do 10 grudnia 1941, FBI internowało 2342 Japończyków, Niemców i Włochów. Jednak nie wszystkich masowych internowań dokonywało Biuro – na Wybrzeżu Zachodnim masowymi aresztowaniami obywateli pochodzenia japońskiego kierowała United States Army.

### Siatka szpiegowska
Główne siły FBI na początku przystąpienia Stanów Zjednoczonych do konfliktu światowego koncentrowano na zwalczaniu szpiegostwa. Pierwszą większą operację tego rodzaju Federalne Biuro Śledcze rozpoczęło jeszcze przed przystąpieniem USA do wojny, w 1940. Wówczas William G. Sebold, Amerykanin pochodzenia niemieckiego, zgłosił się do FBI z doniesieniem, że naziści zagrozili represjami wobec jego rodziny przebywającej w Niemczech, w razie jego odmowy prowadzenia działalności szpiegowskiej na terytorium Stanów Zjednoczonych. Federalne Biuro Śledcze poleciło mu przyjąć propozycję niemiecką, a następnie prowadziło go jako podwójnego agenta. W ten sposób rozbito bardzo groźną siatkę szpiegowską prowadzoną przez Fredericka J. Duquesne’a.

### Sabotażyści
W sierpniu 1942 zostało straconych na krześle elektrycznym sześciu sabotażystów niemieckich, którzy w ramach operacji Pastorius w czerwcu zostali wysadzeni wraz z dwoma innymi agentami z U-Bootów (U-202, U-584) u wybrzeży Nowego Jorku i Florydy. Dwaj pozostali, którzy zgodzili się na współpracę z FBI, zostali skazani na długoletnie więzienie, ale po wojnie ułaskawieni i odesłani do Niemiec.
W 1944 inny U-Boot (U-1230) wysadził na ląd we Frenchman Bay w stanie Maine dwóch kolejnych agentów niemieckich przeszkolonych przez Abwehrę (wywiad wojskowy): Williama C. Colepaugha i Ericha Gimpela. Zanim jednak szpiedzy zdążyli rozpocząć pracę, jeden z nich, William C. Colepaugh, zgłosił się do FBI. Po krótkim czasie ujęto jego współpracownika Gimpela.

## Zimna wojna

### Grupa ds. szpiegostwa radzieckiego
Po likwidacji tzw. siatki szpiegów atomowych, zdając sobie sprawę, jak daleko sięgają macki radzieckiego wywiadu, w strukturze FBI utworzono Grupę ds. Szpiegostwa radzieckiego (ang.: Soviet Espionage Squad). Pracownicy kontrwywiadu FBI pełniący służbę w SES, prowadzili stałą inwigilację siedziby ONZ w Nowym Jorku. Siedziba ONZ w Nowym Jorku była uważana przez FBI za najbardziej obiecujący teren polowań na szpiegów i potencjalnych podwójnych agentów, a przez KGB i inne tajne służby jako najlepsze miejsce na werbunek przyszłych agentów. Dwoma najbardziej cenionymi współpracownikami FBI byli „Top Hat” i „Fedora”, ujawniane przez nich informacje trafiały bezpośrednio do Białego Domu.

### Top Hat
Osobą pracującą pod kryptonimem „Top Hat” był Dimitrij Polakow, oficer radzieckiego wywiadu wojskowego GRU, który został zwerbowany przez agenta FBI (podającego się za agenta Centralnej Agencji Wywiadowczej), podczas swojej pracy pod przykrywką radzieckiej misji przy ONZ w Nowym Jorku. Top Hat był do roku 1964, czyli do swojego powrotu do Moskwy, prowadzony przez FBI. Nie mając prawa prowadzenia agenta za granicą, Federalne Biuro Śledcze musiało go przekazać CIA, mimo bardzo dużego sprzeciwu długoletniego szefa biura, Hoovera. Dmitrij Polakow był jednym z wielu agentów KGB i GRU zdradzonych przez szefa kontrwywiadu CIA na Związek Radziecki, Aldricha Amesa. Aresztowany przez KGB jakiś czas po rozpoczęciu przez Amesa działalności szpiegowskiej, został stracony w 1986.

### Fedora
Tożsamości osoby pracującej dla FBI, CIA i brytyjskiego wywiadu MI6 pod kryptonimem „Fedora” nigdy nie udało się oficjalnie ustalić. Najbardziej prawdopodobna wydaje się hipoteza, że Fedorą był Aleksiej Kułak, oficer Komitetu Bezpieczeństwa Państwowego (KGB), działający w Nowym Jorku pod dyplomatyczną przykrywką attaché naukowego radzieckiego przedstawicielstwa przy ONZ. Inni identyfikują go z jego kolegą z ONZ, Wiktorem Lesiowskim.

## FBI kontra grupy wywrotowe
Zwerbowanie dwóch bardzo cennych radzieckich agentów nie zdołało na długo odciągnąć dyrektora FBI Hoovera od głównego przedmiotu zainteresowania, czyli działalności wywrotowej. Do lipca 1966, kiedy Hoover oficjalnie zaprzestał podobnych praktyk, jej ofiarami padły m.in. Waszyngtońskie Biuro Żydowskiego Stowarzyszenia Kulturalnego (Office of the Jewish Culture Society), Amerykańskie Bractwo Helleńskie (Hellenic American Brotherhood) oraz Związek Chińskich Pralni Ręcznych (Chinese Hand Laundry Alliance). W 1968 agenci FBI wdarli się do siedziby chicagowskiego zarządu ruchu Studenci na rzecz Społeczeństwa Demokratycznego (Students for a Democratic Society), najpoważniejszego ugrupowania przeciwnego wojnie wietnamskiej. FBI kontynuowało też praktykę nielegalnej kontroli prywatnej korespondencji.

### Program COINTELPRO
Od 1955 do 1975 Federalne Biuro Śledcze przeprowadziło 740 tysięcy dochodzeń w sprawach dotyczących działalności wywrotowej. Zdołało w tym czasie zgromadzić 6,5 miliona dossier sporządzonych na podstawie informacji wywiadu wewnętrznego. Większość dossier powstała w ramach programu COINTELPRO, co po prostu znaczy „Program Kontrwywiadowczy” (ang.: COunter INTELligence PROgram). Realizację programu COINTELPRO rozpoczęto w 1955, kiedy szef FBI Hoover oznajmił Radzie Bezpieczeństwa Narodowego (ang.: National Security Council), że jest w posiadaniu planu infiltracji, penetracji i rozbicia Komunistycznej Partii Stanów Zjednoczonych (ang.: Communist Party of the United States of America, CPUSA). Koncepcja planu miała polegać nie tylko na tropieniu członków, lecz na całkowitym zniszczeniu samej partii, miało to siłą rzeczy uniemożliwić jej członkom prowadzenie działalności szpiegowskiej.
Operacja COINTELPRO szybko przekroczyła określone granice, czyli infiltrację CPUSA. Hoover zalecił swoim agentom monitorowanie działalności wszystkich organizacji, które (jego zdaniem) mogły stać na przeszkodzie realizacji celów politycznych władz USA. Wkrótce programem COINTELPRO objęto takie ugrupowania jak m.in. Socjalistyczna Partia Robotników (ang: Socialist Workers Party), Ku Klux Klan (KKK), Amerykańska Partia Nazistowska, Weathermen oraz ugrupowania czarnoskórych, jak Czarne Pantery czy Konferencja Przywódców Chrześcijan z Południa (Southern Christian Leadership Conference) dra Martina Luthera Kinga.
W miarę nasilenia się protestów przeciwko wojnie w Wietnamie celem programu COINTELPRO stały się przede wszystkim ugrupowania antywojenne.

### Operacja Chaos
Operacja oznaczona kryptonimem „Chaos” została zorganizowana przez CIA wspólnie z Federalnym Biurem Śledczym na rozkaz prezydenta Lyndon B. Johnsona. Celem operacji było ustalenie, czy amerykański ruch przeciwko wojnie w Wietnamie był kierowany lub finansowany z zagranicy. Założono akta tysiącom amerykańskich obywateli, chociaż CIA nie mogła się mieszać w operacje na terenie Stanów Zjednoczonych.
Podczas tej operacji CIA i FBI sporządziły 7200 teczek osobowych obywatelom amerykańskim. Nie znaleziono żadnych powiązań z Sowietami, ale operacja Chaos trwała jeszcze długo po objęciu prezydentury przez Richarda Nixona.

### FBI przeciw Martinowi Lutherowi Kingowi
Mimo uzyskania niezadowalających wyników programu kontrwywiadowczego, FBI na polecenie Hoovera nadal uporczywie trzymało się COINTELPRO, tym razem szukając wywrotowców w ekstremistycznych ugrupowaniach czarnoskórych. Inspirowani obsesyjnym przekonaniem Hoovera, że Martin Luther King to komunista i zboczeniec seksualny, agenci Federalnego Biura Śledczego zgromadzili 39 237 stron raportów na jego temat.

### Procesy sądowe
Finałem programu kontrwywiadowczego (COINTELPRO) były procesy sądowe wymierzone przeciwko Departamentowi Sprawiedliwości o nielegalną inwigilację oraz próby rozbicia ugrupowań antywojennych za pomocą prowokacji mających doprowadzić do aktów gwałtu. Wytaczano procesy przeciwko poszczególnym agentom biura za zastraszanie i groźby odebrania życia. W jednym przypadku FBI wysłało jednemu z działaczy ulotkę o treści – Uważamy ciebie i wszystkich tobie podobnych za czarnych bandytów, których skrócimy o głowę.
Program COINTELPRO zakończył się wypłaceniem przez Departament Sprawiedliwości ogromnych sum pieniężnych dla poszkodowanych przez FBI ugrupowań i ludzi.

## Rok Szpiega (1985)
W latach osiemdziesiątych, kiedy rozpoczął się nowy wyścig zbrojeń, nasiliła się także działalność obcych wywiadów na terenie Stanów Zjednoczonych. Najbardziej pamiętny z owej dekady 1985 został nazwany w literaturze przedmiotu „rokiem szpiega”.
20 maja 1985 Federalne Biuro Śledcze aresztowało Johna Walkera za współpracę z wywiadem radzieckim KGB, czyli z Pierwszym Zarządem Głównym tej instytucji. Walker, emerytowany starszy chorąży United States Navy, wmieszał w swoje operacje szpiegowskie starszego brata, kapitana marynarki wojennej w stanie spoczynku, Arthura Walkera, swego syna bosmanmata Michaela Walkera, oraz najlepszego przyjaciela, starszego bosmana sztabowego, radiooperatora Jerry’ego Whitwortha. Wszyscy trafili do więzienia, wsypani przez żonę Johna Walkera, Barbarę, która wiedziała o karierze szpiegowskiej męża, lecz postanowiła mu nie przeszkadzać ze względu na pieniądze przez niego zarabiane.
Tego samego roku (1985) doszło do wydarzenia, które na długi czas zostawiło czarną plamę na Centralnej Agencji Wywiadowczej. Wywiadowi radzieckiemu współpracę zaoferował wysoki oficer CIA, Aldrich Ames. Do momentu wykrycia przez kontrwywiad CIA i aresztowania przez FBI w 1994, Ames zdążył przekazać KGB, a następnie jego spadkobiercy – rosyjskiej Służbie Wywiadu Zagranicznego (SWR) ogromne ilości tajnych dokumentów i nazwiska wszystkich oficerów KGB i GRU współpracujących z CIA, jakie były mu znane.
Jonathan Jay Pollard odsprzedał bardzo dużo tajnych materiałów Mosadowi, wywiadowi izraelskiemu.
Ronald Pelton ujawnił wywiadowi radzieckiemu niektóre z najbardziej tajnych procedur wywiadu radioelektronicznego Agencji Bezpieczeństwa Narodowego. Najważniejsze informacje przekazane przez R. Peltona to te o rejsach szpiegowskich okrętów podwodnych US Navy pod kierownictwem Biura Wywiadu Marynarki Wojennej oraz NSA pod ps. Ivy Bells.
W 1985 na dobre zaoferował współpracę KGB agent specjalny kontrwywiadu FBI, Robert Hanssen. Kontakt z wywiadem radzieckim nawiązał już w 1979 (z wywiadem wojskowym GRU), lecz go zerwał, przyłapany przez żonę. Hanssena aresztowano dopiero w 2001 roku. Za 15-letnią współpracę z KGB otrzymał od Rosjan 1,4 miliona dolarów w gotówce i diamentach. Za informacje, które pozwoliły aresztować Roberta Hanssena, FBI zapłaciło 6 milionów dolarów. W materiałach kompromitujących Hanssena były m.in. kaseta z nagraniem telefonu, który Hanssen wykonał do ambasady Związku Radzieckiego w 1985, oferując swoje usługi, zdjęcia z ukrytego aparatu przedstawiające Hanssena podczas odbioru pieniędzy zostawionych przez oficera prowadzącego w tzw. martwej skrzynce kontaktowej, oraz kawałek plastikowej torebki, w której Hanssen dostarczył tajne materiały dla KGB, z odciskami jego palców. Robert Hanssen został skazany na dożywotnie więzienie, a cała sprawa doprowadziła do dymisji ówczesnego dyrektora Federalnego Biura Śledczego FBI, Louisa Freeha.
W Departamencie Obrony (DoD) pod zarzutem szpiegostwa lub pogwałcenia przepisów bezpieczeństwa w 1985 aresztowano prawie 60 osób.

## Nowe zadania
Po zakończeniu zimnej wojny i rozpadzie ZSRR dla niektórych agentów FBI działalność kontrwywiadowcza oznaczała przebywanie w bibliotekach i sprawdzanie, czy osoby o wschodnioeuropejskich lub rosyjskich nazwiskach nie wypożyczają prac na temat zaawansowanych rozwiązań technicznych. Dopiero powtarzające się skargi bibliotekarzy doprowadziły do zaniechania tej praktyki, co zdawało się symbolizować koniec epoki polowania na szpiegów w dawnym stylu.

### Przestępstwa komputerowe
W odpowiedzi na problem szpiegostwa komputerowego i wzrost liczby różnego rodzaju innych przestępstw komputerowych, w Federalnym Biurze Śledczym powstała Narodowa Grupa do spraw Przestępstw Komputerowych (National Computer Crime Squad).

### Terroryzm

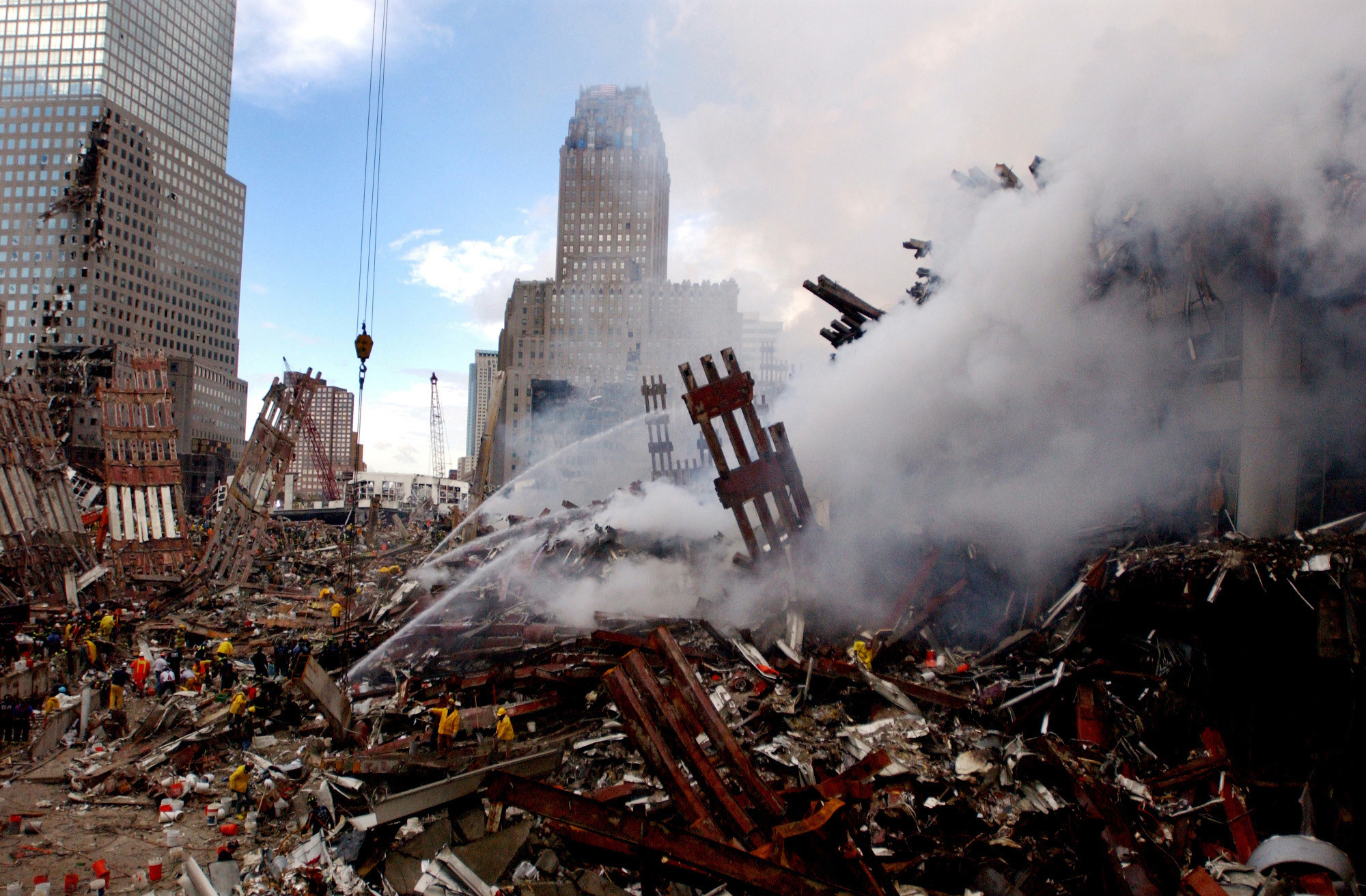
Zamach z 11 września

Po atakach na World Trade Center i Pentagon z 11 września 2001, głównym celem Federalnego Biura Śledczego oraz innych agencji wywiadowczych i bezpieczeństwa stała się walka z terroryzmem opisana w filmie „Czarna lista”

### Przestępstwa popełnione przez wysoko postawione osoby
FBI przeprowadza także dochodzenia, śledztwa, i podsłuchuje za uzyskanym pozwoleniem sądowym wysoko postawione osoby w rządzie federalnym czy władzach stanowych. Przykładowo, w grudniu 2008 agent specjalny Robert D. Grant, szef biura FBI w Chicago, wraz z United States Attorney dla Dystryktu Północnego stanu Illinois, Patrickiem Fitzgeraldem, po miesiącu podsłuchiwania gubernatora stanu Illinois, Roda Blagojevicha, zlecili jego aresztowanie za korupcję i usiłowanie wykonania licytacji czy „sprzedaży” wakatu do Senatu Stanów Zjednoczonych. Gubernator stanu Illinois ma w swojej gestii wyznaczenie osoby na to stanowisko, w przypadku zaistnienia wakatu, aczkolwiek nie quid pro quo. FBI ściga właśnie m.in. tego rodzaju przestępstwa.

## Dyrektorzy

### Dyrektorzy Bureau of Investigation (BOI)
- Stanley Finch – VII 1908 – IV 1912
- Bruce Bielaski(inne języki) – IV 1912 – II 1919
- William E. Allen(inne języki) – tymczas. II 1919 – VII 1919
- William Flynn – VII 1919 – VIII 1921
- William John Burns(inne języki) – VIII 1921 – V 1924
- J. Edgar Hoover – został szefem Biura Śledczego BOI w maju 1924 i zachował to stanowisko mimo kilkakrotnych reorganizacji połączonych ze zmianą nazwy Biura.

W lipcu 1932 BOI przemianowano na Biuro Śledcze Stanów Zjednoczonych (United States Bureau of Investigation), a w sierpniu 1933 na Wydział Śledczy (Division of Investigation), w skład którego wchodziło Biuro ds. Prohibicji (Bureau of Prohibition). W lipcu 1935 nazwę zmieniono na Federalne Biuro Śledcze, którego pierwszym dyrektorem został Hoover.

### Dotychczasowi dyrektorzy FBI
- J. Edgar Hoover (1924–1972)
  - pełniący obowiązki: L. Patrick Gray(inne języki) (1972–1973)
  - pełniący obowiązki: William D. Ruckelshaus(inne języki) (1973)
- Clarence M. Kelley(inne języki) (1973–1978)
- William H. Webster (1978–1987)
  - pełniący obowiązki: John E. Otto(inne języki) (1987)
- William S. Sessions (1987–1993)
  - pełniący obowiązki: Floyd I. Clarke(inne języki) (1993)
- Louis J. Freeh(inne języki) (1993–2001)
  - pełniący obowiązki: Thomas J. Pickard (2001)
- Robert S. Mueller III (2001–2013)
- James B. Comey (2013–2017)
  - pełniący obowiązki: Andrew McCabe (2017)
- Christopher A. Wray (2017–2025)
  - pełniący obowiązki: Paul Abbate (2025)
  - pełniący obowiązki: Brian Driscoll (2025)
- Kash Patel (od 2025)

## Literatura
- Diarmuid Jeffreys, FBI. Wyd. Zysk i S-ka, Poznań 1996, s. 371. ISBN 83-7150-101-3.
- Rhodri Jeffreys-Jones, FBI. Historia. Wyd. UJ, Kraków 2009, s. 452. ISBN 978-83-233-2665-6.
- Mark Riebling, Tajna wojna między FBI a CIA. Wyd. KiW, Warszawa 1996, s. 392. ISBN 83-05-12807-5.
- William Turner, Tajne wojny FBI i CIA. Wyd. Klub Dla Ciebie, Warszawa 2002, s. 463. ISBN 83-89076-91-8.
- Tim Weiner, Wrogowie Historia FBI. Wyd. Dom Wydawniczy REBIS sp. z o.o., Poznań 2012, s. 608. ISBN 978-83-7510-897-2.